# Rio Concho

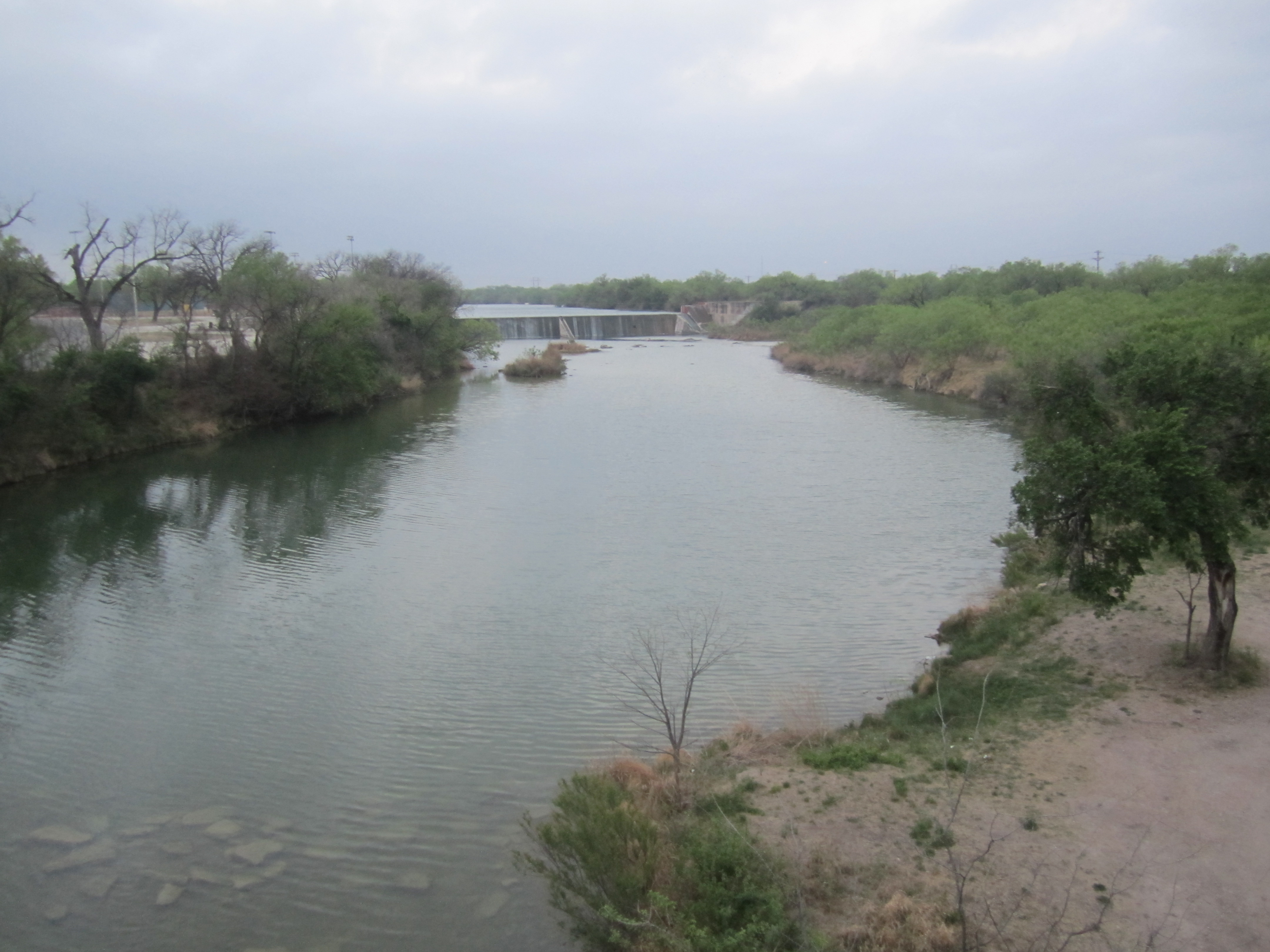
Rio Concho, localizado no Condado de Howard, Texas.

O Rio Concho é um rio no estado do Texas, Estados Unidos. Tem três nascentes principais: As Regiões Norte, Centro, e Sul do Rio Concho. O Rio Norte Concho é o maior garfo, a partir do Condado de Howard (Texas), e viaja para o sudeste por 88 milhas (142 km) até a fusão com os garfos Sul e Médio perto Força Aérea de Goodfellow em San Angelo, Texas. Os ramos combinados do fluxo do rio resultam cerca de 58 milhas a leste (93 km) até que finalmente desagua no rio Colorado a cerca de 12 milhas (19 km) a leste de Paint Rock (Texas).